# Wanda Group
Wanda Group (спрощ.: 万达集团; кит. трад.: 萬達集團), або Dalian Wanda (кит.: 大连万达) — китайський транснаціональний конгломерат, що базується у Пекіні. Це приватний девелопер нерухомості та власник Wanda Cinemas та Hoyts Group, а також мажоритарний акціонер в AMC Theatres.
З інвестиціями в континентальному Китаї та глобально, Wanda Group має капіталовкладання у багатьох галузях, які включають будівництво, розваги, медії, промислове виробництво, фінансові послуги, високі технології, готельний бізнес, нерухомість, роздрібна торгівля, охорона здоров'я, та спорт. Компанія була заснована у Даляні, Ляонін, штаб-квартира зараз у Пекіні.
Вона займає 380-е місце у списку Fortune Global 500 за 2017 рік. В 2017, її активи склали 700 мільярдів юанів, а річний дохід 227,4 мільярдів юанів (35,29 мільярдів доларів США). Wanda Cultural Industry Group є китайським підприємством культури, яке включає кінотеатри, спортивні активи та активи кіновиробництва, та внесла 28 % з 10,85 мільярдів доларів США загального доходу.